# مطار دونغينغ شنغلي
مطار دونغينغ شنغلي (بالصينية: 东营胜利机场)(إياتا: DOY، إيكاو: ZSDY) مطار عام يقع بمدينة Yong'an Town، دونغينغ في الصين. يبلغ طول المدرج 2800 م . بدأ بناء المطار في مايو 1984 واكتمل في أكتوبر 1985. تم توسيعه في عام 2001 ومرة أخرى في عام 2010. استؤنفت الرحلات في 28 فبراير 2011 بعد الانتهاء من التوسيع الأخير..

## شركات الطيران والوجهات
| شركـات طيـران         | الوجهات                                                                                                  |
| --------------------- | --- |
| طيران الصين           | مطار جينغديو الجديد، مطار هاربين الدولي، مطار تشنغتشو الدولي                                             |
| Chengdu Airlines      | مطار تاييوان وسو الدولي، مطار يهاي داسهويبو                                                              |
| خطوط شرق الصين الجوية | مطار ووهان الدولي، مطار شيان شيانيانغ الدولي                                                             |
| طيران الصين اكسبرس    | مطار تشونغتشينغ جيانغبى الدولي                                                                           |
| China United Airlines | مطار بكين داشينغ الدولي، مطار ونزهو يونجقيانج الدولي                                                     |
| خطوط هاينان الجوية    | مطار بكين العاصمة الدولي، مطار داليان الدولي، مطار قوانغتشو باييون الدولي، مطار هانغتشو شياوشان الدولي   |
| خطوط شاندونغ الجوية   | مطار كاراماي، مطار شنيانغ الدولي، مطار شيامن قاوتشي الدولي                                               |
| سبرينغ (شركة طيران)   | مطار تشانغتشون الدولي، مطار شانغهاي هونغكياو الدولي، مطار شانغهاي بودنغ الدولي، مطار شينزين باوان الدولي |

## وصلات خارجية
- http://www.flightstats.com/go/Airport/airportDetails.do?airportCode=DOY